# Edwin Holmes
Edwin Holmes (nascido provavelmente em 1842, - 1919) foi um astrônomo britânico.
Ele descobriu o cometa periódico 17P/Holmes em 6 de novembro de 1892, motivo pelo qual recebeu a medalha Donohoe Comet Medal of the Astronomical Society of the Pacific
.